# Artistas 25
O Artistas 25 é um ranking publicado semanalmente pela Billboard Brasil. Atualizado todas as terças-feiras, o Billboard Brasil Artistas 25 classifica os artistas mais populares do Brasil com base na atividade de streaming nas principais plataformas musicais. A lista é calculada a partir das mil músicas mais reproduzidas, utilizando uma fórmula ponderada que considera apenas streams oficiais, tanto em níveis de assinatura quanto em versões gratuitas com anúncios, em serviços de áudio e vídeo. Todos os dados são fornecidos pela Luminate.

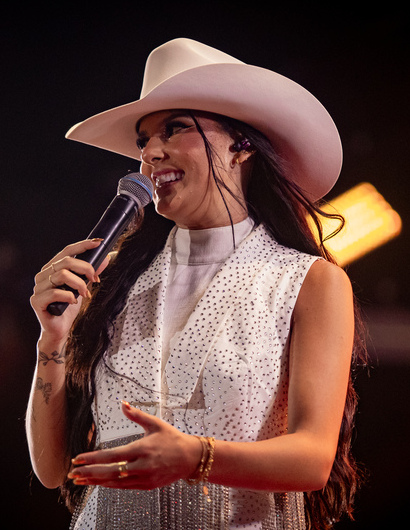
Ana Castela é a artista com mais semanas em primeiro lugar na Billboard Brasil Artistas 25.

## Artistas que alcançaram o primeiro lugar

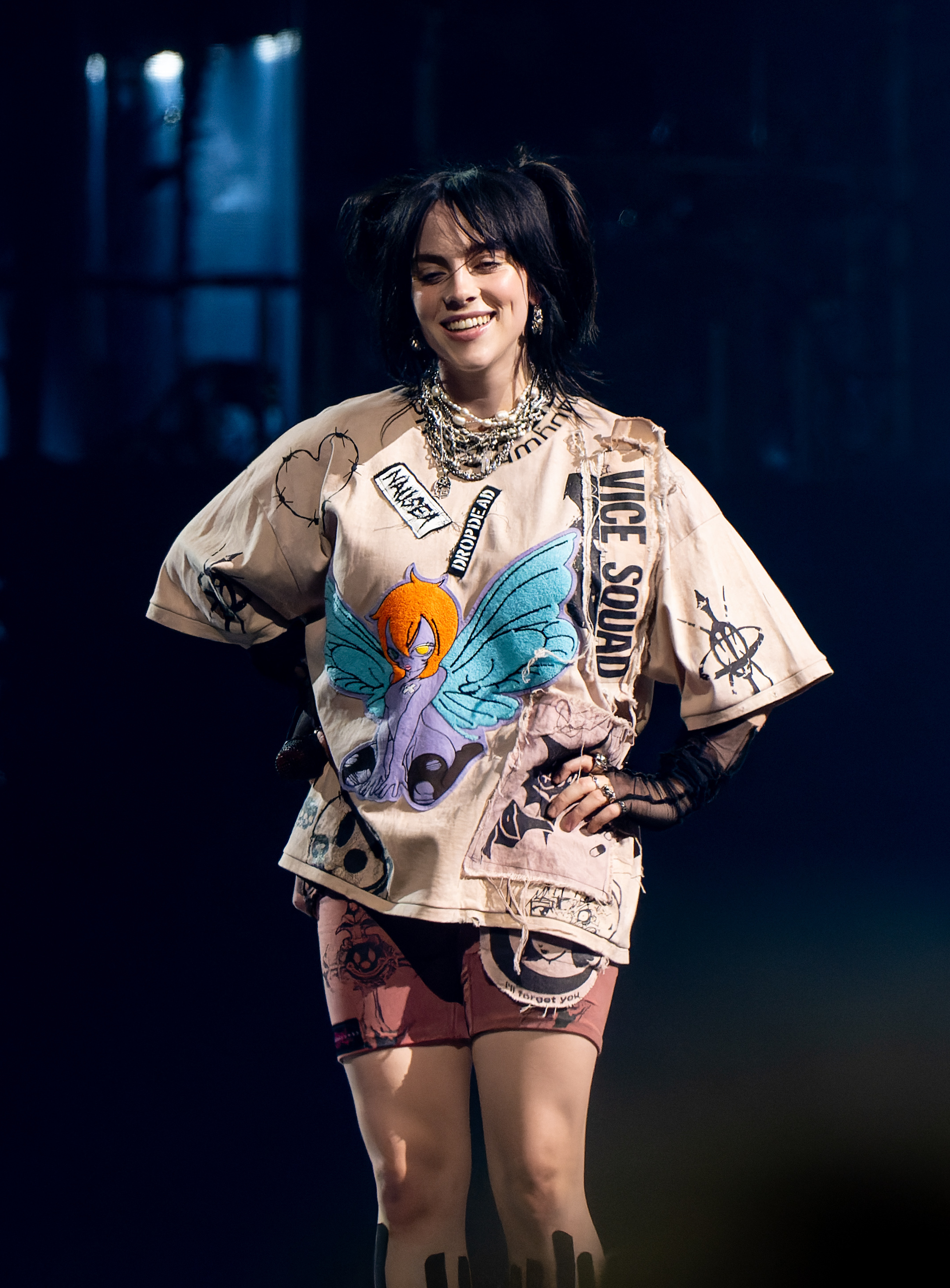
Billie Eilish é a primeira e única artista internacional a atingir a primeira colocação da Artistas 25.

### 2023

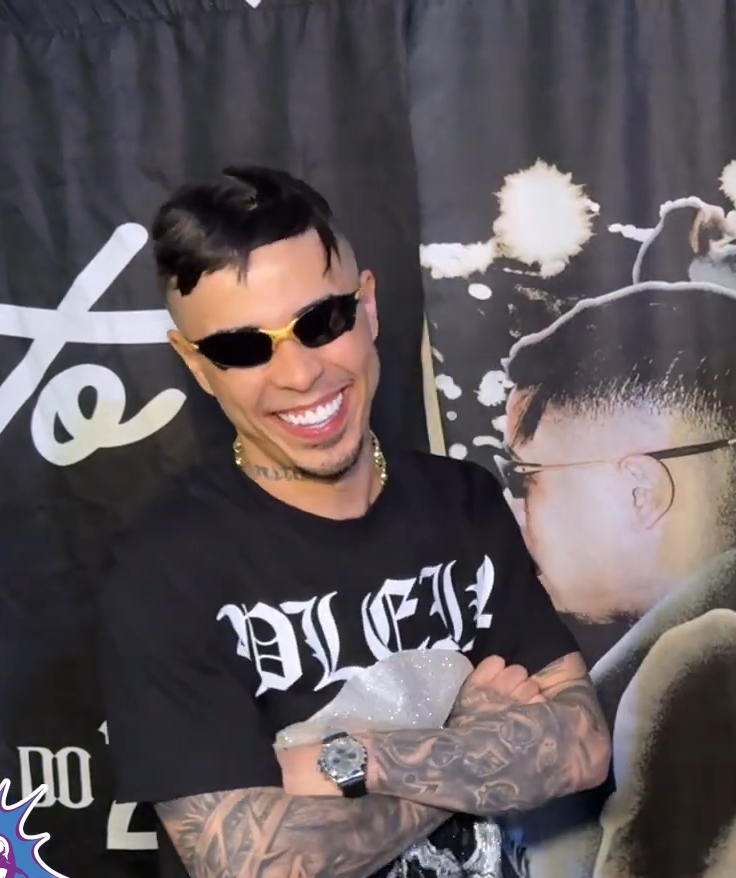
Mc Tuto é o artista masculino com mais semanas em primeiro lugar na Artistas 25.

| Data           | Artista     | Ref    |
| -------------- | ----------- | ------ |
| 28 de agosto   | Ana Castela | [ 1 ]  |
| 4 de setembro  | Luísa Sonza | [ 2 ]  |
| 11 de setembro | Luísa Sonza | [ 3 ]  |
| 18 de setembro | Ana Castela | [ 4 ]  |
| 25 de setembro | Ana Castela | [ 5 ]  |
| 2 de outubro   | Ana Castela | [ 6 ]  |
| 9 de outubro   | Ana Castela | [ 7 ]  |
| 16 de outubro  | Ana Castela | [ 8 ]  |
| 23 de outubro  | Ana Castela | [ 9 ]  |
| 30 de outubro  | Ana Castela | [ 10 ] |
| 6 de novembro  | Ana Castela | [ 11 ] |
| 13 de novembro | Ana Castela | [ 12 ] |
| 20 de novembro | Ana Castela | [ 13 ] |
| 27 de novembro | Ana Castela | [ 14 ] |
| 4 de dezembro  | Ana Castela | [ 15 ] |
| 11 de dezembro | Ana Castela | [ 16 ] |
| 18 de dezembro | Ana Castela | [ 17 ] |
| 25 de dezembro | Ana Castela | [ 18 ] |

### 2024
| Data            | Artista            | Ref    |
| --------------- | ------------------ | ------ |
| 1 de janeiro    | Ana Castela        | [ 19 ] |
| 8 de janeiro    | Ana Castela        | [ 20 ] |
| 15 de janeiro   | Ana Castela        | [ 21 ] |
| 22 de janeiro   | Ana Castela        | [ 22 ] |
| 29 de janeiro   | Ana Castela        | [ 23 ] |
| 5 de fevereiro  | Ana Castela        | [ 24 ] |
| 12 de fevereiro | Ana Castela        | [ 25 ] |
| 19 de fevereiro | Ana Castela        | [ 26 ] |
| 26 de fevereiro | Ana Castela        | [ 27 ] |
| 4 de março      | Ana Castela        | [ 28 ] |
| 11 de março     | Ana Castela        | [ 29 ] |
| 18 de março     | Ana Castela        | [ 30 ] |
| 25 de março     | Ana Castela        | [ 31 ] |
| 1 de abril      | Ana Castela        | [ 32 ] |
| 8 de abril      | Ana Castela        | [ 33 ] |
| 15 de abril     | Ana Castela        | [ 34 ] |
| 22 de abril     | Ana Castela        | [ 35 ] |
| 29 de abril     | Ana Castela        | [ 36 ] |
| 6 de maio       | Anitta             | [ 37 ] |
| 13 de maio      | Ana Castela        | [ 38 ] |
| 20 de maio      | Ana Castela        | [ 39 ] |
| 27 de maio      | Billie Eilish      | [ 40 ] |
| 3 de junho      | Wesley Safadão     | [ 41 ] |
| 10 de junho     | Simone Mendes      | [ 42 ] |
| 17 de junho     | Ana Castela        | [ 43 ] |
| 24 de junho     | Ana Castela        | [ 44 ] |
| 1 de julho      | Ana Castela        | [ 45 ] |
| 8 de julho      | Ana Castela        | [ 46 ] |
| 15 de julho     | Ana Castela        | [ 47 ] |
| 22 de julho     | Ana Castela        | [ 48 ] |
| 29 de julho     | Ana Castela        | [ 49 ] |
| 5 de agosto     | Luan Pereira       | [ 50 ] |
| 12 de agosto    | Luan Pereira       | [ 51 ] |
| 19 de agosto    | Luan Pereira       | [ 52 ] |
| 26 de agosto    | Grelo              | [ 53 ] |
| 2 de setembro   | Luan Pereira       | [ 54 ] |
| 9 de setembro   | Luan Pereira       | [ 55 ] |
| 16 de setembro  | Matuê              | [ 56 ] |
| 23 de setembro  | Matuê              | [ 57 ] |
| 30 de setembro  | Matuê              | [ 58 ] |
| 7 de outubro    | Matuê              | [ 59 ] |
| 14 de outubro   | Henrique & Juliano | [ 60 ] |
| 21 de outubro   | Henrique & Juliano | [ 61 ] |
| 28 de outubro   | Mc Tuto            | [ 62 ] |
| 4 de novembro   | Mc Tuto            | [ 63 ] |
| 11 de novembro  | Mc Tuto            | [ 64 ] |
| 18 de novembro  | Mc Tuto            | [ 65 ] |
| 25 de novembro  | Mc Tuto            | [ 66 ] |
| 2 de dezembro   | Mc Tuto            | [ 67 ] |
| 9 de dezembro   | Mc Tuto            | [ 68 ] |
| 16 de dezembro  | Mc Tuto            | [ 69 ] |
| 23 de dezembro  | Henrique & Juliano | [ 70 ] |
| 30 de dezembro  | Mc Tuto            | [ 71 ] |

### 2025
| Data            | Artista            | Ref    |
| --------------- | ------------------ | ------ |
| 6 de janeiro    | Mc Tuto            | [ 72 ] |
| 13 de janeiro   | Mc Tuto            | [ 73 ] |
| 20 de janeiro   | Mc Tuto            | [ 74 ] |
| 27 de janeiro   | Mc Tuto            | [ 75 ] |
| 3 de fevereiro  | Mc Tuto            | [ 76 ] |
| 10 de fevereiro | Mc Tuto            | [ 77 ] |
| 17 de fevereiro | Mc Tuto            | [ 78 ] |
| 24 de fevereiro | Mc Tuto            | [ 79 ] |
| 3 de março      | Mc Tuto            | [ 80 ] |
| 10 de março     | Mc Tuto            | [ 81 ] |
| 17 de março     | J. Eskine          | [ 82 ] |
| 24 de março     | J. Eskine          | [ 83 ] |
| 31 de março     | Henrique & Juliano | [ 84 ] |
| 7 de abril      | Mc Tuto            | [ 85 ] |
| 14 de abril     | Henrique & Juliano | [ 86 ] |
| 21 de abril     | Henrique & Juliano | [ 86 ] |

## Artistas com mais semanas em primeiro lugar
| Semanas | Artista            |
| ------- | ------------------ |
| 43      | Ana Castela        |
| 21      | Mc Tuto            |
| 6       | Henrique & Juliano |
| 5       | Luan Pereira       |
| 4       | Matuê              |
| 2       | Luísa Sonza        |
| 2       | J. Eskine          |
| 1       | Anitta             |
| 1       | Billie Eilish      |
| 1       | Grelo              |
| 1       | Simone Mendes      |
| 1       | Wesley Safadão     |